# Himne de la Lliga de Campions de la UEFA
L'himne de la Lliga de Campions de la UEFA, titulat oficialment Champions League, és una adaptació creada per Tony Britten de la peça Zadok the Priest de Georg Friedrich Händel continguda en els Coronation Anthems (himnes de coronació). Britten rebé, l'any 1992, l'encàrrec de la UEFA d'arranjar aquesta peça barroca; la versió oficial la interpreta la Royal Philharmonic Orchestra i la canta el cor de l'Academy of St Martin in the Fields amb un text en les tres llengües oficials de la UEFA: anglès, francès i alemany. L'himne es toca abans de cada partit de la lliga així com al començament i al final de cada retransmissió televisada. La versió completa dura uns tres minuts i té dues estrofes curtes i el cor. Mai no s'ha comercialitzat en la seva versió original. El duo polonès Kalwi & Remi de trance/dance en va fer una versió titulada Victory amb interpol·lacions instrumentals i vocals del tema original, a finals del 2006.

## Lletra
Ce sont les meilleures équipes
Es sind die allerbesten Mannschaften
The main event
Die Meister
Die Besten
Les grandes équipes
The champions
Une grande réunion
Eine grosse sportliche Veranstaltung
The main event
Die Meister
Die Besten
Les grandes équipes
The champions
Ils sont les meilleurs
Sie sind die Besten
These are the champions
Die Meister
Die Besten
Les grandes équipes
The champions